# مهدی بن‌عبید
مهدی بن‌عبید (عربی: مهدي بنعبيد؛ زادهٔ ۲۴ ژانویهٔ ۱۹۹۸) بازیکن فوتبال است که در حال حاضر برای باشگاه فوتبال ارتش سلطنتی مراکش بازی می‌کند. 
وی همچنین در تیم‌های ملی فوتبال زیر ۲۰ سال و زیر ۲۳ سال مراکش بازی کرده است.